# Joyeuses Pâques (film)
Pour les articles homonymes, voir Joyeuses Pâques.
Pour plus de détails, voir Fiche technique et Distribution.
Joyeuses Pâques est un film français sorti le 24 octobre 1984 et réalisé par Georges Lautner, adapté de la pièce de théâtre éponyme de Jean Poiret.

## Synopsis
Stéphane Margelle est un riche industriel et surtout un séducteur. Persuadé que sa femme Sophie a pris l'avion dans la journée, il ramène chez lui Julie qui ne sait pas où dormir. Mais une grève surprise empêche Sophie de partir et elle rentre à l'improviste en pleine nuit et les surprend. Pour s'en sortir, Stéphane fait passer Julie pour sa fille, dont il aurait oublié de lui parler. De plus, lors de cette discussion confuse, Julie invente le fait qu'elle se trouve enceinte. De ces mensonges vont en découler bien d'autres et Stéphane va s'empêtrer toujours davantage dans les ennuis.

## Fiche technique
- Titre : Joyeuses Pâques
- Réalisation : Georges Lautner, assisté de Dominique Brunner et Robert Kechichian
- Scénario : Georges Lautner et Jean Poiret  d'après la pièce de Jean Poiret
- Producteur : Alain Belmondo et Alain Sarde
- Société de production : éditions René Château - Sara Films
- Musique : Philippe Sarde
- Son : William Flageollet et André Hervée
- Photographie : Edmond Séchan
- Montage : Michelle David
- Décors : Dominique André
- Les cascades du film ont été réglées par Rémy Julienne (bateaux et voitures), Claude Carliez (actions), Dominique Gilles (pilote d'hélicoptère). Elles ont été entièrement effectuées par Jean-Paul Belmondo
- Bruitages : Jean-Pierre Lelong
- Générique et trucages : Eurocitel
- Cascades et prises de vues aériennes réalisés avec le concours d'Heli-Transport - Cascades bateaux réalisée avec un Offshore tullic Abbati.
- Pays d'origine :  France
- Langue : français
- Format : couleur
- Genre : comédie
- Budget : 40 millions de francs[1] (soit environ 12,5 millions d'euros en 2022[2])
- Durée : 93 minutes
- Tournage : mai 1984
- Date de sortie : 24 octobre 1984 (France)[3]

## Distribution
- Jean-Paul Belmondo : Stéphane Margelle
- Sophie Marceau : Julie
- Marie Laforêt : Sophie Margelle
- Rosy Varte : Marlène Chataigneau, la mère de Julie
- Michel Beaune : Rousseau
- Marie-Christine Descouard : Melle Fleury
- Gérard Hernandez : le serveur du restaurant indien
- Elisabeth Kolhammar : Marguerite, la bonne
- Flora Alberti
- Marc Lamole : le médecin
- Maurice Auzel : le chauffeur de taxi myope
- Laura Ballard : la belle nageuse
- Charly Bertoni : l'interne de l'hôpital (sous le nom Charles Bertoni)
- Christian Bianchi
- Gérard Camp : M. Delarue, un invité
- Scarlet Maia de Castro : Mme Delarue
- Henri Cogan : l'un des cascadeurs au palais des expositions
- Tony Cousin
- Daniel Auguste
- Gilles Danjaume
- Francis Darmon : Bernard, le jeune du restaurant
- Muriel Dubrule : la fille sur l'hélicoptère (sous le nom Muriel Dubrulle)
- Maitena Galli : Mme Cournot
- José Gonel
- Charly Koubesserian : le patron du restaurant indien
- Françoise Leriche : Mme Mathieu
- Gérard Liadouze
- Jean-Pierre Lorrain
- Philippe Mareuil : M. Mathieu, un invité
- Annick Mazzani
- Jean Mersant
- Nancy Mooy : l'infirmière
- Laurent Natrella : le commissaire Roger
- Martine Tremileski
- Jean Panisse : le livreur
- Alain Panteleimonoff : le joueur de sitar du restaurant indien
- Henriette Piper
- Genevieve Renan
- Patrick Rocca : M. Cournot, un invité
- Olivier Rodier : Jean-Louis, l'ex-ami de Julie (sous le nom Ivier Rodier)
- Pierre Rosso
- Dominique Teboul : Sophia, la femme du train
- Rémy Julienne : le copilote (non crédité)
- Carlos Sotto Mayor : la fille sur le hors-bord

## Autour du film
- Box-office : 3 412 000 entrées en France dont 652 000 entrées Paris/Périphérie, ce qui est en soi un très bon score. Attendu comme un des plus grands succès de l’année, le film fut battu lors de sa sortie par Marche à l’ombre (alors en 2ème semaine), 274 000 entrées contre 263 000 pour Joyeuses Pâques. Ce fut le début d’une crise de fréquentation du cinéma français qui coïncidait avec la baisse des Belmondo alors habitué à battre des records de recettes au cinéma.
- Ce film marque la troisième et dernière collaboration de Belmondo avec Marie Laforêt après Flic ou Voyou (1979) et Les Morfalous (1984). C'est aussi la quatrième (et avant-dernière) fois que le comédien tourne sous la direction de Georges Lautner, après Flic ou Voyou, Le Guignolo et Le Professionnel. Ils se retrouveront une ultime fois pour L'Inconnu dans la maison.
- Seule et unique apparition du « roi de la cascade » Rémy Julienne interprétant le copilote marin.

## Lieux de tournage
- De nombreuses séquences extérieures ont été tournées dans les rues de Nice (place Garibaldi (angle de la rue Garibaldi et de la rue Masséna), angle du cours Saleya et de la rue Louis Gassin, gare de Nice, promenade des Anglais, aéroport de Nice).
- On peut également noter une séquence au palais des Congrès d'Acropolis, inauguré le 31 mars 1984, ainsi qu'au palais des expositions où Rousseau donne sa conférence et où Belmondo entre avec sa Fiat Uno. On y voit furtivement Georges Lautner dans la foule tout à la fin du film.
- La maison Auer, boutique de confiserie-chocolaterie à Nice, a servi comme lieu de tournage lors de la scène où Belmondo emporte une immense cocotte en chocolat.
- Une partie de la course en Fiat se déroule dans le village de Puget-Théniers à une soixantaine de kilomètres de Nice.